# Stephen Jankalski
Stephen Jankalski ( 1965 - ) es un botánico estadounidense, con extensas investigaciones taxonómicas en las cactáceas .

## Algunas publicaciones
- 2000. Euphorbia x lomi. Cactus & Succulent Journal (U.S.) 72 (4): 203
- 2000. Crown of thorns hybrids — past and present. Cactus & Succulent Journal (US) 72 (4): 202-204

- La abreviatura «Jankalski» se emplea para indicar a Stephen Jankalski como autoridad en la descripción y clasificación científica de los vegetales.[1]